# Livio Corazza
Livio Corazza (Pordenone, Itália, 26 de novembro de 1953) é um clérigo italiano e bispo católico romano de Forlì-Bertinoro.
Livio Corazza recebeu a ordenação diaconal em 1º de maio de 1981 e o sacramento da ordenação para a diocese de Concordia-Pordenone em 21 de junho do mesmo ano por Dom Abramo Freschi.
Em 23 de janeiro de 2018, o Papa Francisco nomeou-o Bispo de Forlì-Bertinoro. O bispo de Concordia-Pordenone, Giuseppe Pellegrini, ordenou-o bispo em 17 de março do mesmo ano. Os co-consagradores foram o Bispo de Pádua, Claudio Cipolla, seu antecessor Lino Pizzi e o Arcebispo de Bolonha, Matteo Maria Zuppi.